# سید بهلول حسینی
سید بهلول حسینی نماینده ادوار هفتم و نهم و عضو کمیسیون عمران مجلس شورای اسلامی از حوزه شهرستان میانه در سال ۱۳۴۰ در شهرستان میانه متولد شد.

او مدرک کارشناسی خود را در رشته مهندسی عمران از دانشگاه پلی تکنیک تهران (دانشگاه صنعتی امیرکبیر) و مدرک کارشناسی ارشدش را در رشته مدیریت پروژه از دانشگاه تربیت مدرس اخذ کرد.
حسینی چندین سال در جنگ بعنوان رزمنده در جبهه حضور داشته و در زمان مهدی باکری معاون سازماندهی لشکر عاشورا بود.
مهندس حسینی در سال ۱۳۸۲ درحالیکه سابقه مدیریت (سرپرست اداره کل امور مناطق) در شهرداری تهران را در کارنامه خود داشت از طرف مردم شهرستان میانه به عنوان نماینده مجلس شورای اسلامی انتخاب گردید. حسینی در دور بعدی موفق به ورود به مجلس نشد اما در دور نهم مجلس در حالیکه سابقه معاونت در بازرسی ریاست جمهوری، قائم مقام وزیرجهاد در امور مجلس و عضو هیئت مدیره در گروه صنعتی ایران خودرو دیزل را در کارنامه خود داشت مجدداً از طرف مردم شهرستان میانه به عنوان نماینده مجلس شورای اسلامی برگزیده شد.
مهندس حسینی از سال ۹۵ طی حکم معاون وزیر راه به سمت مدیر ازادراه تهران شمال که بزرگترین پروژه عمرانی تاریخ کشور میباشد منصوب گردید.